# Direction régionale et interdépartementale de l'Alimentation, de l'Agriculture et de la Forêt
En France, la direction régionale et interdépartementale de l'Alimentation, de l'Agriculture et de la Forêt (DRIAAF) est un service déconcentré du ministère de l'Agriculture, de l'Agroalimentaire et de la Forêt, spécifique à la région Île-de-France.
La DRIAAF a été créée le 1er juillet 2010 par le décret n° 2010-687 du 24 juin 2010 modifié, qui instaure des dispositions juridiques spécifiques concernant l'organisation des services déconcentrés de l’État français pour l'Île-de-France.
La DRIAAF, dont le site principal se situe à Cachan , manifeste la volonté de l’État français d’adapter ses réponses dans le domaine de l’agriculture, de l'alimentation et de la forêt à la situation particulière de l’Île-de-France. Elle est placée sous l’autorité du préfet de Paris.

## Missions
Les missions de la DRIAAF sont les suivantes :
- garantir une alimentation sûre, diversifiée et durable ;
- développer une agriculture durable et compétitive ;
- soutenir la production et la gestion forestière ;
- préserver la biodiversité ;
- orienter la formation, la recherche et le développement ;
- assurer des fonctions d’évaluation de l’action publique, d’analyse économique et de prospective, en complément des enquêtes statistiques.